# Pachypodium densiflorum
Pachypodium densiflorum är en oleanderväxtart som beskrevs av John Gilbert Baker. Pachypodium densiflorum ingår i släktet Pachypodium och familjen oleanderväxter. Inga underarter finns listade i Catalogue of Life.